# لانگ گلی، ویکتوریا
لانگ گلی (به انگلیسی: Long Gully) یک حومه شهر در استرالیا است که در ویکتوریا (استرالیا) واقع شده‌است.